# موتور حاجی ملک داد رحمت‌آباد
موتور حاجی ملک داد رحمت‌آباد یک منطقهٔ مسکونی در ایران است که در دهستان نازیل واقع شده‌است.